# Monden (revistă)
Monden este o revistă lunară glossy de evenimente și lifestyle al societății înalte din România, editată de trustul de presă Monden Media Group (MMG).
Revista a fost lansată în decembrie 2004.
Trustul MMG, înființat în anul 2004 de Jamil Tohme și condus în prezent (decembrie 2008) de Peter Jansen, deține și revista lunară de bucătărie mediteraneeană Sale&Pepe.